# AS-15
La AS-15, también conocida como Corredor del Narcea, es una vía de comunicación que pertenece a la Red Regional de Carreteras del Principado de Asturias. Tiene una longitud de 106 km y une la localidad de La Rodriga con el Puerto de Cerredo, atravesando los concejos asturianos de Salas, Belmonte de Miranda, Tineo, Cangas del Narcea y Degaña.
Esta es la carretera regional más larga del Principado de Asturias, siendo 2º la AS-12 con 82,4 km y 3º la AS-117 con 65,3 km.

## Recorrido

### Tramo de Cornellana a Oviñana (10 km)
Este tramo comienza en la rotonda de La Rodriga en la que se distribuye el tráfico entre la AS-15, la N-634 y la AS-16, que sirve de sustitución a la antigua AS-347, que atraviesa pueblos como Luerces, Corias y Forcinas. Al salir de La Rodriga el siguiente pueblo es Casas del Puente (La Ponte), a continuación está Marcel y en el kilómetro 2, justo después de Marcel, está el cruce que lleva a Doriga, Samarciellu y Loreda (Lloureda) a través de la SL-9 y que también lleva a la A-63 en dirección a Oviedo y Grado. Después nos encontramos con Bárcena de Santiago en el kilómetro 3 y luego nos encontramos con Santiago de la Barca y el desvío a Rubial en mitad del pueblo. Después en el kilómetro 4 se encuentra la estación de servicio de Petronor y en el kilómetro 5 se encuentra el pueblo de Requejo (Requeixu) y justo en ese preciso momento abandonamos el concejo de Salas para luego retornar a él en el km 12; nada más penetrar en el concejo de Belmonte de Miranda encontramos el desvío a Láneo (Llaniu) de la SL-10. Luego seguimos por la carretera y aquí se ve en el kilómetro 6 la antigua carretera que pasaba por el pueblo de Pumarada y el desvío desde esta a la carretera que da acceso al pueblo de Cutiellos. 
En el kilómetro 7 entramos en el pueblo de San Bartolomé (San Bartuelu), y en el 8 se pasa por fuera del pueblo de Hospital (L'Hospital) donde ocurre lo mismo que en Pumarada y en el 9 llegamos a Longoria (Llongoria), pueblo en el que la variante de la carretera fue la última en inaugurarse teniendo un retraso de 6 meses. A la salida de este último pueblo está el desvío hacia El Puente San Martín (La Ponte Samartín), Belmonte (Balmonte), Pola de Somiedo (La Pola) y el Puerto Somiedo por la AS-227; antes de que se hiciese el actual puente sobre el río PigÜeña en el km 10 la carretera daba un rodeo de 2 km para cruzar el río en El Puente San Martín. Cruzamos el nuevo puente sobre el río Pigüeña y llegamos al pueblo de Oviñana (Ouviñana).
Este tramo fue objeto de una mejora entre los años 1999 y 2000, ensanchando notablemente la calzada.

### Tramo de Oviñana a Soto de los Infantes (7 km)
La carretera continúa y el primer pueblo que encontramos es Villanueva (en el km 11); a la salida de Villanueva encontramos el primer desvío a Castañedo (Castañéu). Luego cruzamos el Puente de Bárcena (La Ponte Barzana) que nos devuelve al concejo de Salas y encontramos un cruce a la izquierda que también nos lleva a Castañedo (Castañéu). A la derecha se encuentra el pueblo de Bárcena (Barzana) y su correspondiete desvío que también lleva al pueblo de Álava. Más adelante, en el km 13, se encuentra el pueblo de La Vega (La Veiga). En el km 14 se encuentra la explotación aurífera de Carlés (Carllés). Sobre el 15, en la margen izquierda del río Narcea se alza El Pevidal, una de las mayores alturas de Salas. En el km 17 se encuentra el pueblo de Soto de los Infantes (Soutu los Infantes) y ahí se encuentra el desvío por el cual la AS-370 nos lleva a Salas. 500 m después de la salida del pueblo está el desvío por el cual la SL-8 nos lleva a la parte de Soto que queda al otro lado del río.

### Tramo de Soto de los Infantes a La Florida (19 km)
Este tramo fue en su tiempo el más complejo ya que el río Narcea discurre entre Soto de los Infantes y Bebares encajonado en el fondo del valle sin espacio para ninguna infraestructura. Después del desvío de la SL-8 se encuentra el pueblo de Leiroso (Lleirosu) en el km 19. Más adelante, en el km 21, se encuentra el desvío a Arbodas. En el km 23 se encuentra el embalse de la Barca, también conocido como el embalse de Calabazos; en la presa del embalse la carretera tiene un túnel que es el límite entre los concejos de Belmonte de Miranda y Tineo, cerca también del límite con Salas. En el km 24 se encuentra el llamado Alto de Calabazos, desde el cual parte una carretera al pueblo de Calabazos. Hacia el km 25 hay otro túnel y en el km 26 está el viaducto sobre el arroyo Farandón (regueiro Farandón) que tiene 200 m de longitud. Poco más allá, en el km 27 está el pueblo de Bebares, que fue hace 50 años completamente absorbido por el embalse. En el km 29 hay otro túnel; en la salida de este túnel en sentido Cangas del Narcea, son frecuentes los desprendimientos, el último ocurrido hace dos años. En el km 30 está el puente de Tuña, desde el que parte la AS-310 hacia Tuña, Merillés, Combarcio, Boinás y Belmonte de Miranda. En el km 31 está el desvío hacia Llaneces de la Barca. En el km 34 se encuentra la central térmica de Soto de la Barca y el pueblo de Soto de la Barca además del desvío al pueblo de Santianes. 
En el km 35 se encuentra el desvío al pueblo de Posadas. Finalmente, en el km 36 se encuentra el pueblo de La Florida y el cruce del mismo nombre en el que se puede ir hacia Cangas del Narcea o bien hacia Tineo por la AS-215.

### Tramo de La Florida a Cangas del Narcea (22 km)
Este tramo comienza en el cruce de La Florida. A 100 m del cruce pasamos un puente por el que quedamos en la margen derecha del río Narcea, que habíamos abandonado desde Bárcena; justo a la izquierda se encuentra un puente de piedra, inutilizado desde 1992 por la mejora de la carretera. Hacia el km 37 hay dos túneles hechos tras la reforma de la carretera en los que la carretera iba por fuera de los túneles dando un rodeo considerable. En el km 38, en Pilotuerto, regresamos a la margen izquierda del Narcea por un nuevo puente, dejando el antiguo a nuestra izquierda. En Pilotuerto, se encuentra el embalse del mismo nombre que discurre pegado a la carretera; también allí existe un área recreativa. 500 m más allá hay una pronunciada curva seguida de otra de izquierdas y, tras una pequeña recta, una pronunciadísima curva de derechas que fue recortada por medio de un túnel. Tras esto entramos en el pueblo de Villanueva de Sorribas y tras una sucesión de curvas llegamos a Argancinas donde se encuentra el desvío a Sorriba, lugar natal del conde de Campomanes y donde, tras pasar un puente, entramos en Cangas del Narcea.

### Tramo de Cangas del Narcea al Puerto de Cerredo (47 km)
Una vez que se abandona Cangas del Narcea la carretera discurre hacia el sur, con dirección al Rañadoiro. En la actualidad ya no es necesario atravesar dicho puerto gracias a la construcción de un túnel de 1.924 metros de longitud, el más largo de la red de titularidad autonómica y el tercero de todo el Principado, superado por el de Fabares de la A-64, con 2.150 metros, y el de Niévares de la A-8, de 2.373 metros, siendo los 2 de titularidad estatal. A continuación se entra en el concejo de Degaña y se pasan los pueblos de Degaña y Cerredo. Por último se llega al puerto de Cerredo, frontera natural con la provincia de León, en el cual finaliza la AS-15 y comienza la CL-626 (Puerto de Cerredo - Aguilar de Campoo).

## Denominaciones antiguas del Plan Peña
Antes de la entrada en vigor en 1989 el Nuevo catálogo de Carreteras del Gobierno del Principado de Asturias, todas las carreteras del territorio asturiano estaban clasificadas en 4 categorías, 5 si se incluían las autovías y autopistas construidas previamente o en proceso de construcción:
- Carreteras Nacionales, de color rojo.

- Carreteras Comarcales, de color verde.

- Carreteras Locales, de color amarillo.

- Carreteras Provinciales, de color azul.

Las denominaciones de las carreteras Nacionales y Comarcales fueron establecidas en el Plan Peña entre 1939 y 1940, con identificadores con las siglas N y C respectivamente y siguiendo un sistema radial con Madrid como punto de referencia para la asignación de las claves de todas las carreteras, explicado más a detalle en los Anexos de las carreteras Nacionales y Comarcales de España.
En cambio las denominaciones de las carreteras Locales y Provinciales no se asignaron hasta 1961, año en el que las Jefacturas Provinciales de Carreteras, excluyendo las de Álava y Navarra por ser Comunidades Forales y que por ello aplicaron sistemas propios y realizaron la organización y denominación de todas las carreteras no comprendidas en Nacionales y Comarcales que discurriesen por su territorio.
Para ello, se adoptaron para cada provincia las siglas de 1 o 2 letras utilizadas en las matrículas de los vehículos para las carreteras Locales, en este caso la O de Oviedo para Asturias, y las mismas siglas con las letras P o V intercaladas con la clave numérica u otras siglas completamente distintas con otros significados, como en el caso particular de Asturias por el uso de las siglas CP de "Carretera Provincial".
Al realizarse dicho cambio en las denominaciones de las carreteras del Principado de Asturias, la AS-15 estaba formada por 2 carreteras Comarcales y 3 carreteras Locales:
| Identificador | Denominación                   | Itinerario comprendido por la nueva denominación |
| ------------- | ------------------------------ | ------------------------------------------------ |
| C-633         | Villablino - Cornellana        | La Rodriga - San Martín de Lodón                 |
| O-410         | La Florida - Puente San Martín | Todo su trazado                                  |
| C-631         | Ponferrada - La Espina         | La Florida - Cangas del Narcea                   |
| O-734         | Cangas del Narcea - Degaña     | Todo su trazado                                  |
| O-733         | Degaña - Caboalles de Abajo    | Tramo Degaña - Límite con León                   |

## Denominaciones actuales del Principado de Asturias
Con respecto al paso del tiempo y los cambios temporales o permanentes de tráfico por la existencia o eliminación de vías alternativas, la Consejería de Medio Rural y Cohesión Territorial del Principado de Asturias realiza diversos cambios a las denominaciones de algunas carreteras por sus cambios de condiciones de calzada y firme, Intensidad Media Diaria (I.M.D.) e importancia con respecto a la vertebración y comunicación del territorio.
Dichos cambios se centran en la asignación de nuevas denominaciones a causa de la construcción de nuevas carreteras o las que vieron su denominación anterior modificada, ya fuese de una categoría superior o inferior. Aparte de crear nuevas denominaciones, también hay algunas antiguas que se eliminan a causa del cambio de categoría, también producido por haber pertenecido a una categoría superior o inferior a la original o, en otros casos, haber sido unificada con otra carretera existente, formando nuevos ejes con cierta continuidad e importancia.
Todos estos cambios se encuentran reflejados en los siguientes catálogos de Carreteras del Principado de Asturias publicados posteriormente al original:
- Catálogo de la Red de Carreteras del Principado de Asturias de 2007[2]

- Catálogo de la Red de Carreteras del Principado de Asturias de 2008[3]

- Catálogo de la Red de Carreteras del Principado de Asturias de 2017[4]

- Catálogo de la Red de Carreteras del Principado de Asturias de 2019[5]

En este caso, la AS-15 originalmente discurría por las antiguas travesías de Pumarada, Hospital, Lorero y Longoria, y el trazado antiguo entre el Puente San Martín a Oviñana, todas con la denominación de AS-15a, pero en el Catálogo de 2017 la AS-15a pasó a denominarse BE-3 únicamente en el trazado de Puente San Martín a Oviñana, quedando el resto aún como AS-15a en la actualidad.